# 2006 w sztukach plastycznych
Wydarzenia w sztukach plastycznych i wizualnych w 2006 roku.

## Wydarzenia
- W Paryżu otwarto Musée du Quai Branly, poświęcone sztuce rdzennych mieszkańców Afryki, Ameryk, Australii i Oceanii[1].
- W Toruniu powołano do istnienia Centrum Sztuki Współczesnej Znaki Czasu[2].
- W Tate Modern odbyła się siódma wystawa z cyklu "The Unilever Series" – Test Site Carsten Höller (10 października 2006 – 15 kwietnia 2007)[3].
- W koszalinie Robert Knuth otworzył Galerię Scena.
- W dniach 25 marca – 5 czerwca odbyło się IV Berlin Biennale.
- Wystawa Maurycego Gomulickiego Pink Not Dead! w Centrum Sztuki Współczesnej Zamek Ujazdowski w Warszawie[4]

## Malarstwo

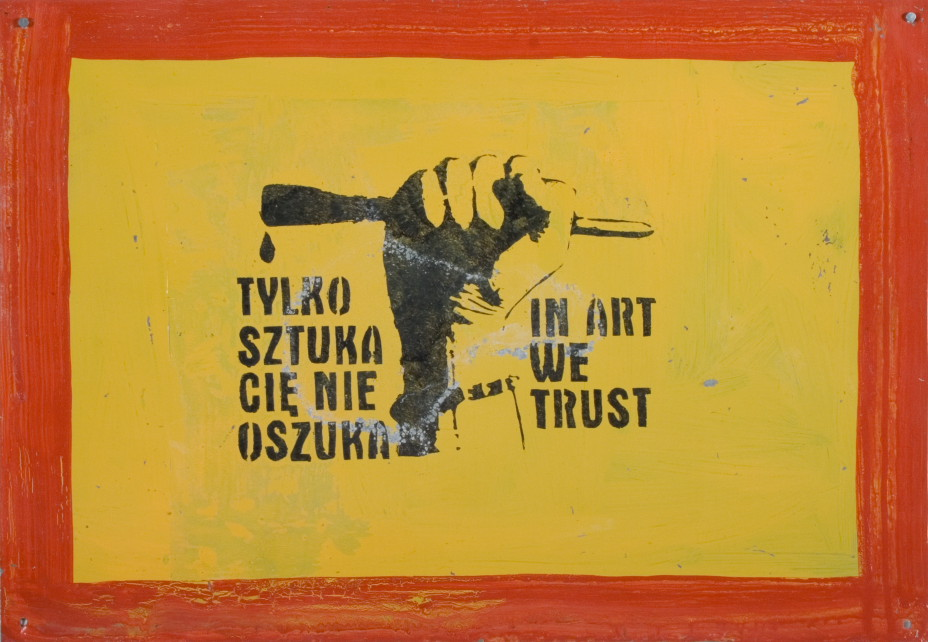
Paweł Jarodzki Tylko sztuka cię nie oszuka

- Edward Dwurnik

Z XXIII cyklu "Dwudziesty trzeci"
Brzozówka – akryl i olej na płótnie, 97×146 cm
Cisowa Góra – akryl i olej na płótnie, 210×150 cm
Sopot – akryl i olej na płótnie, 97×146 cm
Wąwóz Królowej Jadwigi – akryl i olej na płótnie, 210×150 cm
Wojna Futbolowa – olej na płótnie, 175×300 cm
Z XXVI cyklu Dwudziesty szósty
Babaryba – olej i akryl na płótnie, 146x114 cm
Agnieszka – olej i akryl na płótnie, 114×146 cm
Ania i Alex – olej i akryl na płótnie, 146×114 cm
Beata – olej i akryl na płótnie, 146×114 cm
Julka – olej i akryl na płótnie, 114×146 cm
- Paweł Jarodzki

Tylko sztuka cię nie oszuka – akryl na blasze, 36x50 cm

## Grafika
- Ralph Goings

Quartet – druk atramentowy, 22x32,5 cali

## Wideo
- Piotr Jaros

Für die Bürgerinnen und Bürger dieser Stadt – beta SP, 6 min 7 s
- Leopold Kessler

Import Budapeszt Wiedeń – 15 min 40 s, w kolekcji MOCAK
- Katarzyna Kozyra

W hołdzie Glorii Viagrze. Przyjęcie urodzinowe – DigiBeta, 4 min 32 s
W sztuce marzenia stają się rzeczywistością – DigiBeta, 20 min 58 s
Cheerleaderka – DigiBeta, 4 min 30 s
- Igor Krenz

TV „S” – Rekonstrukcja – beta SP, 3 min 33 s
- Robert Kuśmirowski

Kanał – DigiBeta, 29 min 26 s
- Norman Leto

Taniec z papierowym nożem – DigiBeta, 1 min 50 s
- Wilhelm Sasnal

Mojave – 16 mm, 6 min 36 s
Kodachrome – 16 mm, 2 min 49 s

## Rzeźba
- Roxy Paine

Fallen Tree

## Nagrody
- Nagroda im. Katarzyny Kobro – Krzysztof Wodiczko[21]
- Nagroda im. Jana Cybisa – Andrzej Dłużniewski
- Nagroda Turnera – Tomma Abts[22]
- World Press Photo – Finbarr O'Reilly[23]
- Nagroda Oskara Kokoschki – Martha Rosler[24]
- Nagroda im. Vincenta van Gogha – Wilhelm Sasnal[25]
- Paszport „Polityki” w kategorii sztuki wizualne – Grupa Twożywo[26]
- 20. Międzynarodowe Biennale Plakatu[27]

Złoty medal w kategorii plakatów reklamowych – Aimo Katajamäki
Złoty medal w kategorii plakatów ideowych – Michel Quarez
Złoty medal w kategorii plakatów promujących kulturę – Uwe Loesch
Nagroda Honorowa im. Jana Młodożeńca – Haichen Zhu
Nagroda Honorowa im. Józefa Mroszczaka – Paul Davis
Złoty debiut – Aleksander Czyż
- Hugo Boss Prize – Tacita Dean[28]

## Zmarli
- Henryk Dąbrowski (ur. 1927), polski architekt, malarz, grafik
- 29 stycznia - Nam June Paik (ur. 1932), amerykański artysta pochodzenia koreańskiego
- 3 lipca – Joshua Budziszewski Benor (ur. 1950), polski malarz, rzeźbiarz i fotograf
- 11 sierpnia – Krzysztof Cander (ur. 1936), polski malarz
- 4 grudnia – Ryszard Winiarski (ur. 1936), polski malarz